# مشایخ (کازرون)
مشایخ (کازرون)، روستایی از توابع بخش کنارتخته و کمارج شهرستان کازرون در استان فارس ایران است.
مردم این روستا همانند روستا های اطراف لرتبار هستند و به زبان لری محلی سخن می گویند

## جمعیت
این روستا در دهستان کمارج قرار دارد و براساس سرشماری مرکز آمار ایران در سال ۱۳۸۵، جمعیت آن ۳۳۴ نفر (۵۸خانوار) بوده‌است.